# 외솔중학교
외솔중학교(외솔中學校)는 대한민국 울산광역시 중구 서동에 있는 공립 중학교이다.

## 학교 연혁
- 1980년 5월 6일 : 설립인가 (24학급)
- 1981년 3월 1일 : 울산동중학교 개교
- 1984년 2월 15일 : 제1회 졸업식
- 2014년 2월 19일 : 신축교사 이전
- 2016년 3월 1일 : 외솔중으로 교명 변경
- 2025년 1월 9일 : 제42회 졸업식(7학급 185명) 총 졸업생 16,827명
- 2025년 3월 1일 : 제21대 하인숙 교장 취임
- 2025년 3월 4일 : 제45회 입학식(9학급 입학생 수 238명)

## 참고 자료
- 외솔중학교 - 한국교육학술정보원 학교알리미